# 용인신릉초등학교
용인신릉초등학교는 대한민국 경기도 용인시 기흥구에 있는 공립 초등학교이다.